# Jean Mialet
Jean René Jaques Mialet, né le 3 avril 1920 à Sarrebruck en Sarre et mort le 26 novembre 2006 à Paris,, est un officier français, résistant, survivant du camp de concentration de Mittelbau-Dora, haut fonctionnaire de l'État dans l'entourage du général de Gaulle et juge à la Cour des comptes française.

## Biographie

### Avant et pendant la Seconde Guerre mondiale
Jean Mialet était le fils du colonel Antony Mialet et de Mme Renée Mialet, née Bureau. Il a fréquenté le Lycée français de Mayence ainsi que les lycées Pothier à Orléans et Blaise-Pascal à Clermont-Ferrand. Il a étudié à la Faculté de droit de l'Université de Toulouse (ancienne) et a obtenu le « Diplôme d'études supérieures de droit civil, d'économie politique et de sciences économiques ». Mialet a commencé sa formation militaire en 1942 à l'École militaire de Saint-Cyr ; il a été officier d'active jusqu'en 1955.

### Prisonnier dans les camps de concentration de Buchenwald et Mittelbau-Dora
En juillet 1943, Mialet est arrêté comme membre de la Résistance, interné au Camp de Royallieu près de Compiègne et déporté en septembre 1943 au camp de concentration de Buchenwald. Le 17 octobre 1943, le Lager SS le transféra avec 650 camarades au Camp de concentration de Dora. Le « Kommando Geheimwaffen » portait la série de numéros 21.000 ; seuls quelques-uns de ces premiers détenus de Mittelbau-Dora survécurent aux terribles conditions. Jusqu'à ce que le camp de baraques soit construit en mars 1944, tous les détenus restaient dans les tunnels, logés dans les galeries numéro 44-45, dites « Schlafstollen ». Ils ont non seulement souffert de la faim, de la soif et d'un manque extrême d'hygiène, mais ont également dû résister à la poussière de roche qui envahit tout et au bruit des marteaux-piqueurs qui fait rage jour et nuit. Jean Mialet le 11 avril 1995 :  « Le plus dur, c'était le bruit incessant, jour et nuit ». Ces détenus savaient et avaient été informés qu'ils ne quitteraient pas le camp de concentration vivants en raison du secret sur la V1 (missile) et V2 (missile). Il était également torturé par le fait de savoir que ces armes surmodernes, utilisées contre les Alliés, causeraient de lourdes victimes et prolongeraient la guerre. En avril 1945, Mialet est finalement transféré par l'une des marches de la mort vers le camp de concentration de Bergen-Belsen, où il est libéré le 15 avril 1945. Il lui avait fallu sept ans pour se remettre complètement de son amaigrissement physique.

### Après la guerre
Le 4 juillet 1947, Mialet a épousé Colette Contensou ; le couple a eu trois enfants: Elisabeth, Olivier et Etienne. Il a étudié de 1953 à 1955 à l'École nationale d'administration (ENA), puis est entré au service du Ministère de l'Économie et des Finances. En 1957, il est détaché au Secrétariat général de la Communauté française (Union française et Affaires africaines et malgaches), dont il est nommé directeur en 1959. En 1960, Charles de Gaulle le fait entrer au secrétariat général de la présidence de la République. Il a été magistrat à la Cour des comptes de 1962 au 24 janvier 1990. Durant cette période, il a exercé des fonctions honorifiques : membre du « Conseil national de liaison défense-armée-nation » en 1976, président du conseil d'administration du musée de l'Armée de 1984 à 1989, administrateur de « l'Institution nationale des invalides » en 1992 et président de « l'Institut national d'études démographiques » de 1978 à 1983.
De 1990 à 2006, il a été président du conseil des détenus du mémorial du camp de concentration de Mittelbau-Dora. À partir de 1993, il a été président du « Eurocomité Dora, Ellrich, Harzungen et Kommandos annexes ».

## Reconnaissance
- Citoyen d'honneur de la Ville de Nordhausen (Allemagne)

## Distinctions
Il est reconnu « Déporté résistant ». 
- Commandeur de la Légion d'honneur ;
- Croix de guerre 1939–1945 ;
- Médaille de la déportation pour faits de Résistance ;

## Œuvres
- Jean Mialet, L’aide ou la bombe, Paris 1965
- Jean Mialet & Jean Schlumberger, Le Moral des troupes (1962–1986), Paris 1991
- Jean Mialet, Le Déporté. La Haine et le Pardon, Paris 1991 ; traduction allemande : Hass und Vergebung. Bericht eines Deportierten, Berlin 2006